# Kapuzinerplanken

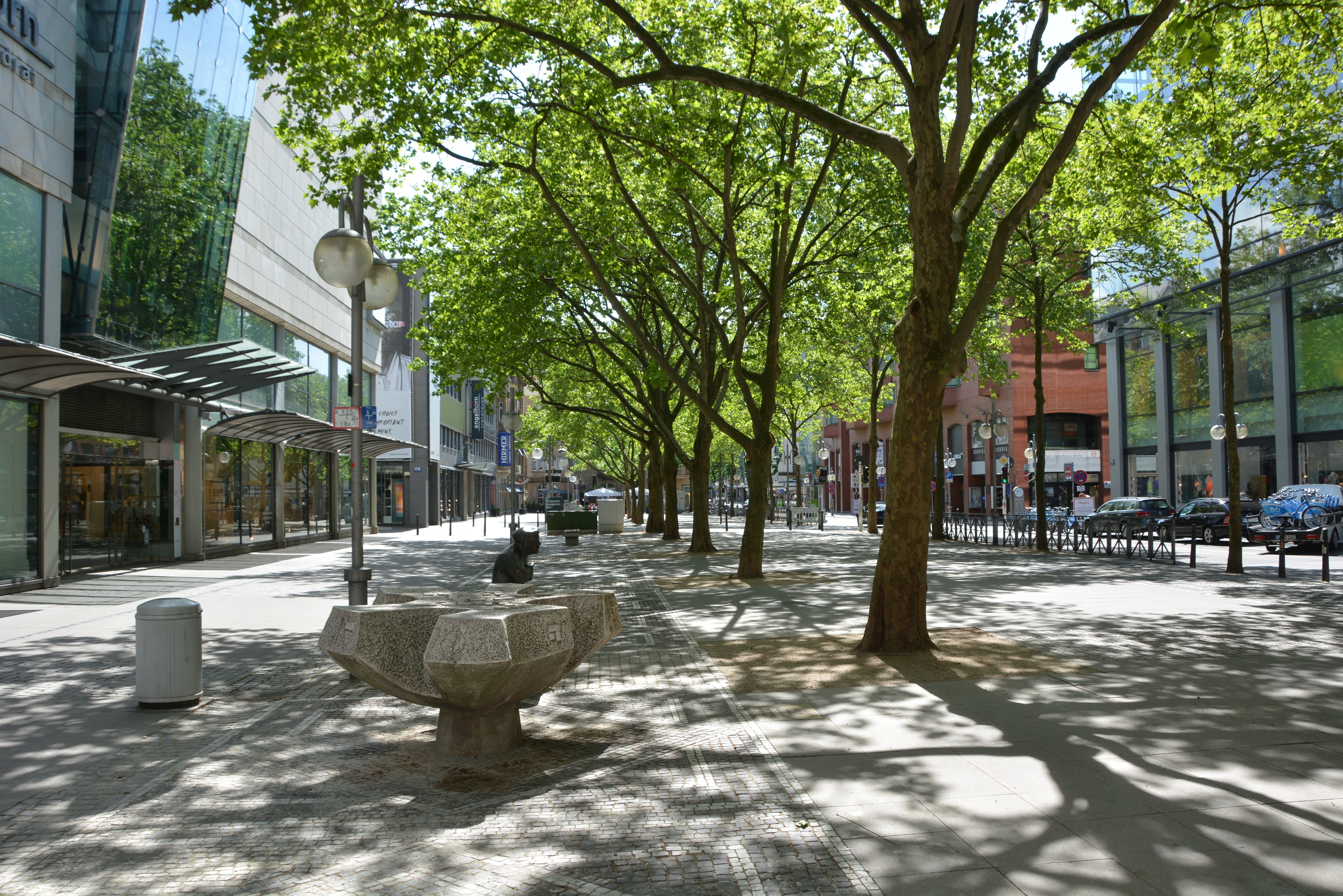
Die Kapuzinerplanken in Mannheim, rechts die Kunststraße

Kapuzinerplanken ist die offizielle Straßenbezeichnung für einen Platz in der Innenstadt Mannheims. Er erstreckt sich über Teile der Quadrate O 5 und O 6 gegenüber den Quadraten N 5 und N 6 entlang der sog. Kunststraße.

## Geschichte
Der Name des Platzes geht auf das Kapuzinerkloster zurück, das sich von 1701 bis 1839/1840 in den Quadraten N 5 und N 6 befand. Das Gelände war 1699 von Kurfürst Johann Wilhelm II. dem Kapuzinerorden zugewiesen worden. Damals reichten diese beiden Quadrate weiter nördlich, über die heutige Straße (sog. Kunststraße) hinaus bis auf die heutigen Kapuzinerplanken. Die Kirche stand sogar genau dort, wo die Straße heute verläuft. Erst mit dem Abriss von Kirche und Kloster nach 1838 wurde die neue Straßenführung entsprechend der heutigen Quadrate geschaffen und damit das ehemalige Klostergelände durchtrennt. Die Kapuzinerplanken sind der nördliche Rest des Klosterareals.

## Beschreibung

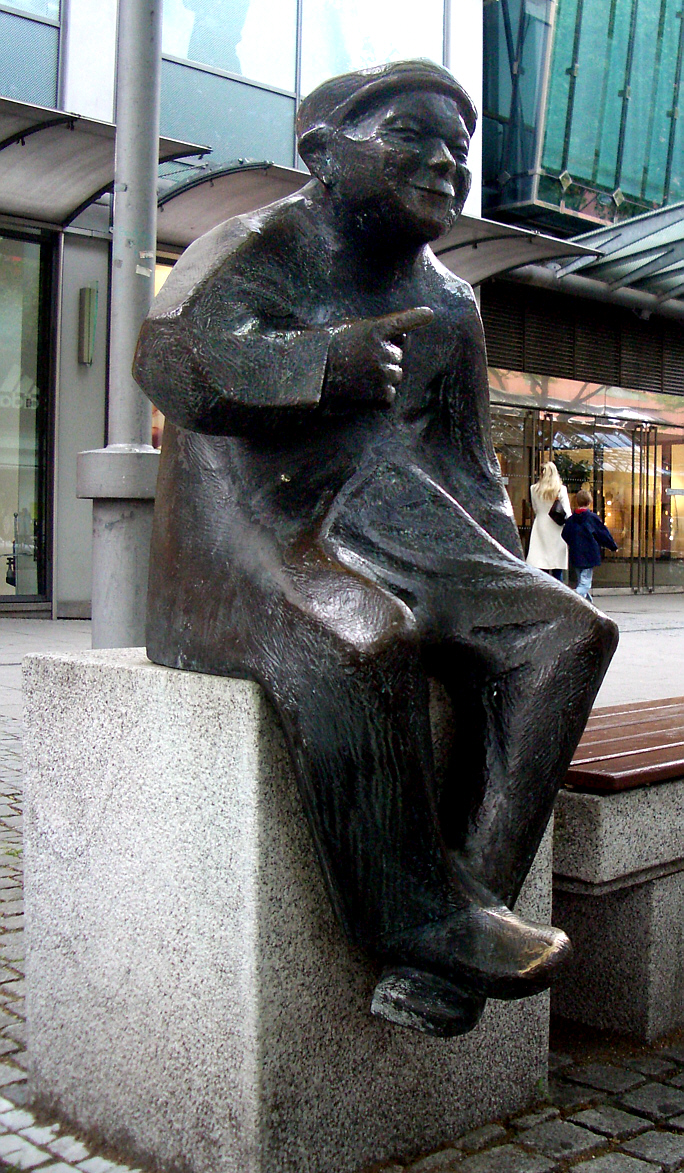
Blumepeter-Denkmal auf dem Kapuzinerplanken

Die Kapuzinerplanken sind ein als Fußgängerzone gestalteter, mit Bäumen begrünter und für kleinere Veranstaltungen geeigneter Platz von etwa 145 m Länge und 20 m Breite. Sie verlaufen in O 5 und O 6 parallel zu den großen Planken, die als Teil der Mannheimer Fußgängerzone vom Wasserturm zum Paradeplatz führen. Auf den Kapuzinerplanken steht in O 5 ein Denkmal des Blumepeters, eines Mannheimer Originals.
Die Kapuzinerplanken sind nicht zu verwechseln mit dem schräg gegenüber in N 4 liegenden Kapuzinerplatz, der ebenfalls nach dem Kapuzinerkloster benannt ist und im Volksmund auch als Gockelsmarkt bezeichnet wird.

## Regelmäßige Veranstaltungen
- Bio-Wochenmarkt, freitags von 12:00 Uhr bis 19:00 Uhr
- Im Sommer ist der Platz der Start-Treffpunkt für die 14-täglich stattfindenden Inline-Skating-Läufe.
- Im Dezember findet hier ein kleinerer Weihnachtsmarkt statt, der über die Feiertage weiß dekoriert und dann als Silvestermarkt bis zum Jahresende weitergeführt wird.
- Diverse Einzelhandelsveranstaltungen/Märkte hauptsächlich von der Firma Engelhorn (z. B. Weihnachtsmarkt, Ostermarkt, Handwerksmarkt etc.)